# Xenanthura bacescui
Xenanthura bacescui är en kräftdjursart som beskrevs av Negoescu 1979. Xenanthura bacescui ingår i släktet Xenanthura och familjen Hyssuridae. Inga underarter finns listade i Catalogue of Life.